# Зікр

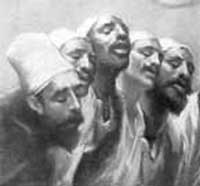
Молитовний спів

Зікр (араб. ذکر «спомин») — ісламська духовна практика, яка полягає в багаторазовому проголошенні молитовної формули, яка містить ім'я Аллаха. Зікр в ісламі розвинувся в основному як медитативна практика суфізму. Суфії називають зікр «стовпом, на якому ґрунтується весь тарікат — містичний Шлях». Під час проголошення зікра виконавець може вчиняти особливі ритмізовані рухи, приймати певну молитовну позу (джалса) і контролювати своє дихання. Зікр нерідко протиставляють фікру, тобто «Безмовним» роздумам про себе і про Бога, або медитаціям.

## Види зікра
Зікр Джахра і (Джалі) — поминання вголос; зікр хафі — уявне поминання про себе. Здійснювати поминання можна або на самоті, або на загальних зборах представників суфійської общини [маджліс аз-зікр]. Деякі братства (такі, наприклад, як шаділійа, халватійа, даркава і т. д.) підкреслювали переваги відокремленого зікра, який вони називали «зікр обранців [Божих]» (зікр аль-Хавасс), тобто тих, хто наблизився до кінця містичного «шляху». Інші ж (наприклад, рахманійа в Алжирі та Тунісі) вказували на «небезпеки» відокремленого поминання і радили поєднувати його з колективним зікром, який міг відправлятися як під час великих «зборів» (Хадра), так і в невеликих «гуртках» (халка) подвижників. Правила колективного зікра в деяких братствах визначають їх учасникам певні пози і контроль над диханням. Такі «поминання» нагадують свого роду літургію, яка починається з проголошення коранічних айатів чи молитов, заповіданих засновником братства. Такий зачин зазвичай називається хізбом або вірдом.

## Аналоги в інших релігіях
Практика повторення священних формул існує в багатьох релігіях. Наприклад, в індуїзмі — джапа, у китайських і японських буддистів — 念佛 няньфо / нембуцу. У багаї — проголошення 95 разів Алла-у-Абха. В християнстві - Ісусова молитва. Немає ніяких історичних відомостей, які вказують на те, що вони походять з одного джерела.

## Теологічні підстави
- Слово зікр взято з Корану, де воно зустрічається, зокрема, у таких віршах: «Згадай [узкур] твого Господа, коли ти забудеш» (18:24) і "О ті, які увірували! Згадуйте [узкуру] Аллаха частим згадуванням " [зікран касіран] (33:41).
- Описуючи «нічне сходження» Мухаммада до Божого Престолу (Мірадж), Халладж каже, що шлях до Бога, який лежить через «сад зікра», по суті рівнозначний «шляху роздумів» про свою долю і про Бога (фікр). Більшість суфіїв наступних поколінь не розділяло цю думку, віддаючи перевагу подорожам через «сад зікра».
- Суфійські автори по-різному визначали роль і місце зікра в рамках суфійської духовної дисципліни. Так, аль-Халладж та аль-Калабазі вважали, що зікр — це засіб змусити подвижника постійно пам'ятати про Бога і, тим самим, допомогти йому опинитися в Божій присутності. Аль-Газалі вважав, що зікр — це шлях, який готує мюрида до сприйняття виливів Божої милості і вищого знання про Бога і у світі. Ібн 'Ата Аллах аль-Іскандар вважав його не просто підготовчою стадією містичного шляху, але і свого роду постійною «перепусткою» до сфери Божественних таємниць (Лахуті).

## Ісламська практика

### Підготовка до зікру
Крім вступної частини — проголошення формул хизбу і вірду — учасники зікру, за словами Аль-Газалі, повинні відмовитися від світу, прийняти аскетичний спосіб життя і мати «щирий намір» (ніят) слідувати по шляху. Рекомендувалося також умащувати себе запашними мастилами і одягатися в ритуально чистий одяг.

### Роль шейха
Важливу роль в відправленні колективного зікру відіграє духовний наставник і керівник суфійської громади. Він спостерігає за виконанням зікру під час спільного виконання з тим, щоб його послідовники не дозволяли собі симулювати екстатичну поведінку або «працювати на публіку». Що стосується індивідуального зікру, то його виконавець повинен повністю забути про все навколишнє і постійно утримувати перед уявним поглядом образ свого шейха.

### Пози зікра

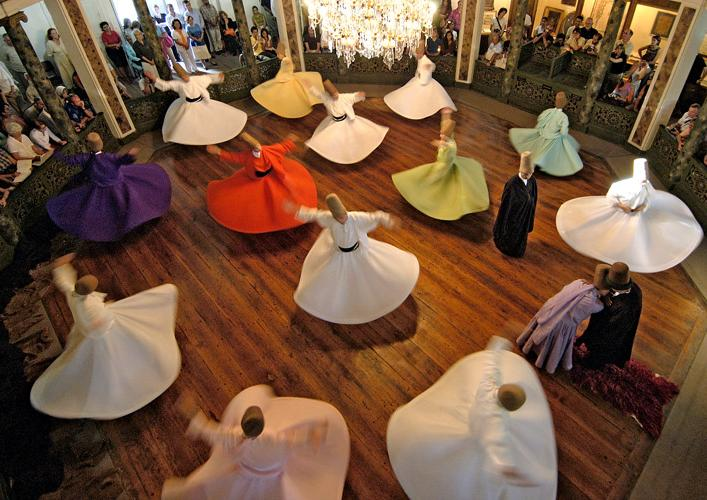
Кружляння дервішів у Стамбулі

- У суфійських посібниках обумовлюється поза суфія під час індивідуального поминання (йому належить сидіти на молитовному килимку схрестивши ноги) і положення його рук.
- Під час колективного зікру прийняті кружляння дервішів

### Формули зікру
- Як правило, зікр починається проголошенням першої частини мусульманського символу віри (шахада), а саме: «Немає божества, крім Бога» (ла мулах ілла-алах). Згідно з шазілійським методом, проголошення цієї формули повинно починатися під «вмістилищем серцевого світила і місцем осередку духовного світу», тобто у лівій частині грудей, потім її потрібно плавно «рухати» з нижньої частини грудей догори і вправо, поки вона не повернеться у своє вихідне місце. Таким чином, вона робить повне коло в грудях — відправляє зікр (Закіров).
- Поширеною формулою зікра є так зване «Ім'я величі», тобто Аллах. Її артикуляція повинна супроводжуватися двома наступними рухами: вимовляючи перший склад, що складається з Хамза і короткого звуку «а», подвижник вдаряє себе підборіддям у груди, а потім, видихаючи склад «ллах», він закидає голову назад. Ще одна відома формула зікра пов'язана з аль-Халладжом і його послідовниками. У ній в слові Аллах опускається початковий склад ал, тому вона звучить як лаху, лахи, Лаха. Ас-Санусі попереджав, що цю формулу слід використовувати з обережністю і тільки тим, хто «усвідомлює її можливі наслідки». Іншими формулами зікра зазвичай є одне з «прекрасних імен» Бога, а саме: Хува, [аль-] Хакко, [аль-] Хаї, [аль-] Каїум, [аль-] Каххар і т. д. Згідно з Аль-Газалі, щоб почати виліт «тихого» зікра, суфій повинен усамітнитися у своїй келії (Завій), де йому слід було постійно вимовляти слово «Бог» (Аллах), поки це слово не проникне в кожну клітину його тіла.

### Тривалість зікру
Тривалість зікру завжди повинна бути непарною — 101, 1001 тощо.

### Стадії зікру
Згідно з Ібн 'Ата' Аллахом, більшість з них розрізняли три стадії поминання. Перша — це «зікр мови», який повинен бути обов'язково підкріплений «наміром серця»; відсутність такого щирого наміру і повної зосередженості на імені Бога робить зікр безглуздою і непотрібною рутиною. На цій стадії подвижник зобов'язаний строго дотримуватися правил поминання, приписаних йому його шейхом. Його завдання полягає в тому, щоб «вселити Того, Кого він поминає (тобто Бога) в своє серце». Коли це завдання виконане, «відозви до Бога» стають мимовільними і тривають вже без всяких зусиль з боку виконавця поминання. Однак на цій стадії все ще можна розрізнити три ключових складових зікра: самого «поминають» (Закіров), «спомин» (зікр) і «поминають» (мазкур), тобто Бога.
Після того, як перший етап пройдено, суфій вступає у стадію «зікру серця», на якій, згідно з Аль-Газалі, «в його мові не залишається і сліду слів». Тепер органом зікра стає саме серце суфія. Ця стадія, у свою чергу, ділиться на два етапи: спочатку суфій повинен насильно «змусити» своє серце «вимовляти» формулу поминання, в результаті чого він може відчути навіть фізичний біль у грудях. Проте з часом потреба в яких-небудь зусиллях з його боку відпаде, оскільки формула стане невід'ємною частиною биття його серця. Тепер ім'я Бога починає пульсувати разом з пульсацією крові в артеріях людини без участі його голосових зв'язок або мозку. Перебуваючи в цьому стані «Божественної присутності», викликаному поминанням, суфій зовсім забуває про навколишній світ. Такий стан є основою для наступної, третьої, стадії зікра, яка називається «поминанням серцевої таємниці» (Сіррі). Будучи вмістилищем Божественного знання, серце краще від інших органів підходить для того, щоб стати місцем «споглядання» Бога (мушахада) виконавцем «богозгадування». Саме в «серцевій таємниці» згадується усвідомлення ним Божественної єдиності (таухід) і нероздільність людського і Божественного початків досягає свого апогею. Суфійські автори часто пов'язують цю стадію зі станом «благодіяння» (іхсан), яке, як уже говорилося, слідує відразу за станами зовнішнього підпорядкування [Божій волі] (іслам) і внутрішньої віри (іман). Коли суфій досягає цього стану, зікр стає невід'ємною частиною його організму. Більше того, все єство суфія стає, іноді навіть без його волі, «мовою, що відправляє зікр». В кінцевому підсумку згадана вище тріада зікра, що складається з «поминають», «поминання» і «поминають», перестає існувати і зливається в єдине ціле. В акті добровільного самознищення в Бозі людина, що відправляє зікр, втрачає відчуття множинності навколишнього світу (фана 'ан аз-Закір бі-ллах), і тоді для неї настає не порівнянний ні з чим «момент істини». Індивідуальне «Я» суфія повністю розчиняється у усепоглинаючому Божественій єдності та єдиності, які не несуть в собі і натяку на подвійність або множинність.

### Видіння, що супроводжують зікр
Під час зікру суфії можуть впадати в стан екзальтації джазба. У деяких суфійських посібниках описуються звукові та візуальні явища, які відповідають різним формам і стадіях зікра. В одному з таких описів «зікр серця» уподібнюється «дзижчанню бджіл», яке супроводжується особливими зоровими і колірними відчуттями. Аль-Газалі, наприклад, говорив про бачення «вогнів», які «іноді проносяться як блискавки, а іноді затримуються, іноді надовго, іноді ні, іноді вони йдуть один за одним … а іноді зливаються в єдине ціле». Аль-Газалі називає їх «проблисками істини», які Бог щедро посилає своїм «обранцям». Деякі суфії стверджували, що такого роду «світлові явища» найяскравіші на стадії «зікру серцевої таємниці» і тому можуть вважатися його відмінною рисою. На цій стадії, згідно з Ібн 'Ата Аллахом аль-Іскандар, «полум'я зікру не згасає, його вогні не вичерпуються … ти бачиш, як одні вогні піднімаються вгору, а інші опускаються вниз; тебе оточує полум'я, з якого виходить обпалюючий жар». Вважається, що «вогні, які підіймаються та опускаються» суть не що інше, як «Божественне осяяння», викликане правильно виконаним зікром.

### Критика зікру
Як приклад цього явища можна навести екстатичні танці братства маулавійа, пронизливі вигуки «виючих дервішів» братства ріфу а також використання деякими суфійськими групами стимулюючих засобів і наркотиків. У масовій свідомості ці явища стали поступово ототожнюватися з суфійським способом життя в цілому. Частково з цієї причини в кінці XIX — початку XX ст. суфізм і його ритуали різко розкритикували такі мусульманські реформаторив-модерністи, як Мухаммад Абдо ('Абду) і Мухаммад Рашид Ріда.

## Практика у вірі багаї
На відміну від ісламу, в вірі багаї практика зікра була визначена самим засновником віри, Багауллою. У своїй Книзі Законів, Кітаб-і-Агдас (абз. 18), він дав таку вказівку:
 Наказано, щоб кожен, хто вірує в Бога, Господа Суду, щодня, омивши руки, а потім обличчя, сідав і, звертаючись до Бога, повторював дев'яносто п'ять разів «Алла-у-Абха». Так наказав Творець Небес, коли Він з величчю і могутністю утвердився на престолах Імен Своїх.
«Алла-у-Абха» — одна із форм Найбільшого Ім'я Бога. «Алла-у-Абха» — вираз, який по-арабськи означає «Бог Преславний». Згідно з ісламськими переказами, серед безлічі імен Бога є одне найбільше, а проте це Найбільше Ім'я залишалося до часу прихованим. Багаулла сповістив, що Баха і є те саме Найбільше Ім'я.
Таким чином, зікр багаї пов'язаний з повторенням самого святого для багаї Ім'я Бога, яке також асоціюється із засновником їхньої віри. У порівнянні з суфійською практикою зікр багаї є дуже простим, що слід приписати загальній нелюбові Багаулли до «всього, що виходить за межі помірності». Шогі Еффенді, Зберігач Віри, не радив багаї захоплюватися такими практиками, як багаторазове повторення уривків з Писань або багатогодинні молитовні чування. Багаулла суворо засудив тих, «що віддалялися від світу в землях Індії, відмовляли собі в тому, що узаконив Бог, піддавали себе позбавленням і умертвіння плоті», і заявив, що вони «не були згадані Богом, Явителем Віршів».